# 吉田村 (茨城県)
吉田村（よしだむら）はかつて茨城県東茨城郡に存在した村である。

## 地理
- 現在の水戸市の南部に位置する。
- 村域はほとんど台地になっている。

## 歴史

### 村域の変遷
- 1889年（明治22年）4月1日 - 町村制施行により、東野村・米沢村・吉沢村・吉田村が合併し東茨城郡吉田村が発足。
- 1949年（昭和24年） - 吉田の一部が水戸市に編入。
- 1955年（昭和30年）4月1日 - 残部が上大野村・渡里村・河和田村の一部（赤塚）・酒門村の一部（若宮を除く）・那珂郡柳河村とともに水戸市に編入され、消滅。

変遷表
| 1868年 以前 | 1868年 以前   | 明治22年 4月1日 | 昭和24年 | 昭和30年 4月1日 | 現在   |
| ----------- | ------------- | --------------- | -------- | --------------- | ------ |
|             | 東野村        | 吉田村          | 吉田村   | 水戸市 に編入   | 水戸市 |
|             | 米沢村        | 吉田村          | 吉田村   | 水戸市 に編入   | 水戸市 |
|             | 吉沢村        | 吉田村          | 吉田村   | 水戸市 に編入   | 水戸市 |
|             | 吉田村        | 吉田村          | 吉田村   | 水戸市 に編入   | 水戸市 |
|             | 水戸市 に編入 | 吉田村          | 水戸市   |                 | 水戸市 |

## 大字
- 東野（とうの）
- 米沢（よねざわ）
- 吉沢（よしざわ）
- 吉田（よしだ）

## 人口・世帯

### 人口
総数 [単位： 人]
| 1891年（明治24年） | 1,975 |
| 1920年（大正 9年） | 2,067 |
| 1935年（昭和10年） | 3,067 |
| 1950年（昭和25年） | 4,449 |

### 世帯
総数 [単位： 世帯]
| 1920年（大正 9年） | 487 |
| 1935年（昭和10年） | 634 |
| 1950年（昭和25年） | 933 |

## 交通

### 鉄道
- 水戸電気鉄道
  - 水戸電気鉄道線（1938年11月29日に廃止）
    - 蓮乗寺下駅 - 古宿駅 - 一里塚駅 - 中吉沢駅 - 吉沢駅

### 道路
- 一級国道
  - 国道6号（水戸街道）